# Szomáliai labdarúgó-szövetség
A szomáliai labdarúgó-szövetség (rövidítve: SFF) Szomália nemzeti labdarúgó-szövetsége. A szervezetet 1950-ben alapították, 1960-ban csatlakozott a Nemzetközi Labdarúgó-szövetséghez, 1968-ban pedig az Afrikai Labdarúgó-szövetséghez. A szövetség szervezi a Szomáliai labdarúgó-bajnokságot. Működteti a férfi valamint a női labdarúgó-válogatottat. A szervezet folyamatosan működik és betölti szerepét, amire létrehozták, annak ellenére, hogy az országban már több mint egy évtizede nincs működőképes kormány.